# Piet de Wit
Piet de Wit (ur. 9 marca 1946 w Wormer) – holenderski kolarz torowy i szosowy, pięciokrotny medalista torowych mistrzostw świata.

## Kariera
Pierwszy sukces w karierze Piet de Wit osiągnął w 1964 roku, kiedy zwyciężył w szosowym kryterium w Heemskerk. Dwa lata później Holender wystartował na torowych mistrzostwach świata we Frankfurcie, gdzie zwyciężył w wyścigu ze startu zatrzymanego amatorów. Wynik te powtórzył na rozgrywanych w 1967 roku mistrzostwach świata w Amsterdamie, a w 1968 roku przeszedł na zawodowstwo. W nowej kategorii zdobył jeszcze trzy medale w swej koronnej konkurencji, jednak ani razu nie zwyciężył. Podczas mistrzostw świata w Rzymie w 1968 roku i mistrzostw świata w San Sebastián w 1973 roku zajmował drugie miejsce (odpowiednio za Belgiem Leo Proostem i swym rodakiem Ceesem Stamem), a na mistrzostwach w Leicester w 1970 roku był trzeci (za Ehrenfriedem Rudolphem z RFN i Belgiem Theo Verschuerenem). Oprócz zwycięstwa w Heemskerk w 1964 roku jego największym sukcesem na szosie było zwycięstwo w brytyjskim Leyland International Grand Prix w 1967 roku. Wielokrotnie zdobywał medale torowych mistrzostw kraju, w tym cztery złote. Nigdy nie wystartował na igrzyskach olimpijskich.